# 板垣真誠
板垣 真誠（いたがき まこと、1958年 - ）は、日本のイラストレーター。東京都出身。

## 作風
日本における数少ない歴史考証画を得意とする。日本の城、史跡などの復元画、合戦などの再現イラストがある。姫路城の赤松時代から本田時代の復元イラストは評判である

## 経歴その他
東京都国立市で生まれる。小学校時代から週間漫画雑誌の口絵イラストのファンで中西立太、高荷義之、小松崎茂、伊藤展安の大ファンであった。
武蔵野美術大学中退後、数々の漫画家のアシスタントを経て、小学館版学習漫画日本の歴史人物シリーズの復元イラストを担当。
画家の 中西立太に誘われ考証画家の第一人者 笹間良彦の勉強会（一騎会）に参加する。メンバーは画家の中西立太、画家の伊藤展安、考証画家であり迷路作家の香川元太郎、小説家の東郷隆など、そこで歴史復元画のおもしろさを知ることになる。
歴
- 大林組 季刊大林に三内丸山遺跡復元画を制作
- PHP研究所 歴史街道　復元イラスト
- 毎日新聞社 復元絵巻シリーズ　復元イラスト担当
- 学習研究社 歴史群像シリーズ、『戦国の城』の下巻を担当
- 世界文化社 歴史法廷シリーズ　復元イラスト担当
- 岩崎書店 本間昇 作『道と乗り物のうつりかわり』及び『人物日本の歴史』などの作画を担当。
- 河出書房新社 図説シリーズ　県別日本の歴史の復元イラスト担当
- 朝日新聞社 新発見！日本の歴史、日本の遺産、藤沢周平の世界、週刊昭和、池波正太郎の世界、かがくる、しゃかぽん等
- 文溪堂、 東京書籍、 新学舎、 日本標準、 正進社、 教育同人社、などの社会科資料集などにイラストを担当
- カドカワ 漫画日本史シリーズの資料ページのイラスト担当

平泉復元画などはNHKの『プロジェクトX』や大河ドラマ『炎立つ』『歴史秘話ヒストリア』でも使用された。
1. 長崎県平戸市オランダ商館復元図を制作
2. 2010年 小和田哲男静岡大学名誉教授と幅4メートルの慶長年間関ケ原町復元図を制作。関ヶ原資料館で展示中
3. 2012年 米沢城下町復元画が松が岬公園内に設置された
4. 2013年 タモリ倶楽部に小諸城が使用される
5. 2015年 姫路城西の丸に秀吉時代の姫路城の復元画が展示される
6. 2016年 姫路文学館のリニュアールオープンに向けて２０メートルX２のスペースに姫路の物語、姫路城の歴史の絵を製作中
7. 2018年 岩崎書店　近代化産業遺産全５巻　再現イラスト担当

## 作品リスト
- 学習研究社

歴史群像シリーズ
「復元するシリーズ」
「歴史群像よみがえる日本の城シリーズ」
「歴史群像　名城シリーズ」
「歴史群像グラフィック戦史シリーズ
「侍入門」
- PHP研究所

歴史街道
- 世界文化社

「復元日本大観」
- 毎日新聞社

「よみがえる絵巻シリーズ」
- デアゴスティーニ

「週間日本の城シリーズ」
「週間ビジュアル日本の歴史シリーズ」
「週刊安土城をつくるシリーズ」
- 朝日新聞出版

「新発見！日本の歴史」
「日本の遺産」
「藤沢周平の世界」
「週間昭和の歴史」
「かがくる」
「しゃかぽん」
- 文溪堂

社会科資料集6年生
- 教育同人社

社会科資料集6年生
- 河出書房新社

図説 県別日本の歴史
- 光文社

カッパブックス　「マックでマンガ」　作画担当
- ソフトバンク

トロン入門
- 岩崎書店

人物日本の歴史
道と乗り物のうつりかわり